# Selección de baloncesto de Chad
La selección de baloncesto de Chad es el equipo formado por jugadores de nacionalidad chadiana que representa a la Federación Chadiana de Baloncesto en las competiciones internacionales organizadas por la Federación Internacional de Baloncesto (FIBA) o el Comité Olímpico Internacional (COI): los Juegos Olímpicos, la Copa Mundial de Baloncesto y el AfroBasket.
Su principal logro fue la clasificación para el Campeonato FIBA África 2011. Allí, Chad perdió ante el campeón de 2015, Nigeria, en la primera ronda de la fase eliminatoria (también llamada octavos de final). Abderamane Mbainguim lideró al equipo en puntos por partido con un promedio de 9,2.

## Historia
Fue fundada en el año 1963 y no fue hasta 2009 que jugó su primer torneo oficial en los Juegos de la Solidaridad Islámica en los que terminó en noveno lugar.
Dos años después clasifica por primera vez al AfroBasket en donde fue eliminado por Nigeria en la primera ronda que se jugó en Antananarivo, Madagascar.

## Historial

### Copa Mundial
Resultado General: No ocupa puesto
| Copa Mundial de Baloncesto |
| --- |
| - 1950: No calificó - 1954: No calificó - 1959: No calificó - 1963: No calificó - 1967: No calificó - 1970: No calificó - 1974: No calificó - 1978: No calificó - 1982: No calificó - 1986: No calificó - 1990: No calificó - 1994: No calificó - 1998: No calificó - 2002: No calificó - 2006: No calificó - 2010: No calificó - 2014: No calificó - 2019: No calificó - 2023: No calificó - 2027: TBD |

### Juegos Olímpicos
| Baloncesto en los Juegos Olímpicos |
| --- |
| - Berlín 1936: No calificó - Londres 1948: No calificó - Helsinki 1952: No calificó - Melbourne 1956: No calificó - Roma 1960: No calificó - Tokio 1964: No calificó - México 1968: No calificó - Múnich 1972: No calificó - Montreal 1976: No calificó - Moscú 1980: No calificó - Los Ángeles 1984: No calificó - Seúl 1988: No calificó - Barcelona 1992: No calificó - Atlanta 1996: No calificó - Sídney 2000: No calificó - Atenas 2004: No calificó - Pekín 2008: No calificó - Londres 2012: No calificó - Río 2016: No calificó - Tokio 2020: No calificó - París 2024: No calificó |

### AfroBasket
| Afrobasket | Afrobasket  | Afrobasket | Afrobasket  | Afrobasket | Afrobasket  |
| ---------- | ----------- | ---------- | ----------- | ---------- | ----------- |
| 1962:      | No calificó | 1964:      | No calificó | 1965:      | No calificó |
| 1968:      | No calificó | 1970:      | No calificó | 1972:      | No calificó |
| 1974:      | No calificó | 1975:      | No calificó | 1978:      | No calificó |
| 1980:      | No calificó | 1981:      | No calificó | 1983:      | No calificó |
| 1985:      | No calificó | 1987:      | No calificó | 1989:      | No calificó |
| 1992:      | No calificó | 1993:      | No calificó | 1995:      | No calificó |
| 1997:      | No calificó | 1999:      | No calificó | 2001:      | No calificó |
| 2003:      | No calificó | 2005:      | No calificó | 2007:      | No calificó |
| 2009:      | No calificó | 2011:      | 15° Lugar   | 2013:      | No calificó |
| 2015:      | No calificó | 2017:      | No calificó |            |             |